# Cornelia Muth

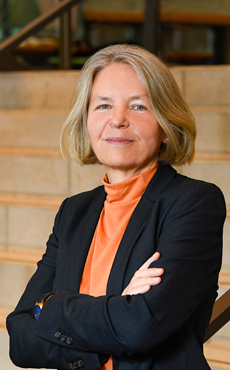
Cornelia Muth

Cornelia Muth (* 12. April 1961) ist eine deutsche Erziehungswissenschaftlerin und Gestaltpädagogin. Seit 2001 ist sie Professorin an der Fachhochschule Bielefeld.

## Biografie
Von 1981 bis 1987 studierte Muth Pädagogik im Diplom-Studiengang an der Rheinischen-Friedrich-Wilhelms-Universität Bonn und an der Freien Universität (FU) Berlin mit dem Schwerpunkt Erwachsenenbildung. 1988 bildete sich Muth zur Gestaltpädagogin am Institut für Gestalttherapie und Gestaltpädagogik Berlin weiter. 1994 wurde Muth an der FU Berlin zum Thema Erwachsenenbildung als transkulturelle Dialogik promoviert. 2008 habilitierte sie sich an der Universität Kassel zum Thema „Dialogische Pädagogik - Identitätsbildung durch die Andersheit“.
Von 1987 bis 1990 war Muth Bildungsreferentin, anschließend bis 1991 stellvertretende Abteilungs- und Ausbildungsleiterin an der Abteilung Lehr- und Bildungsarbeit der Sportjugend Berlin. Von 1991 bis 1993 leitete sie das Akademische Auslandsamt der Fachhochschule für Wirtschaft Berlin, und von 1994 bis 1998 war sie Wissenschaftliche Mitarbeiterin an der FU Berlin im Fachbereich Politische Wissenschaft zu den Themen Theoretische Grundlagen, Inhalte und Vermittlungsprobleme der politischen Erwachsenenbildung. Anschließend war Muth bis 2001 in der Erwachsenenbildung mit Fortbildungsmaßnahmen, Supervision, Coaching, Workshops und Lehraufträgen freiberuflich tätig.
Ab 2001 arbeitete Muth als Professorin für Erziehungswissenschaft, Sozialphilosophie und Sozialethik am Fachbereich Sozialwesen der Fachhochschule Bielefeld. Zu ihrem Lehrgebiet gehörten Erziehungswissenschaft, historische Erziehungsmodelle, Schul- und Freizeitpädagogik sowie die Geschichte der Philosophie. Von 2008 bis 2009 nahm sie eine Vertretungsprofessur für den Lehrstuhl Erwachsenenpädagogik an der Universität Leipzig wahr.
2021 stellte die Universität Kassel Cornelia Muth als Privatdozentin ein.

## Werk
Cornelia Muth ist Herausgeberin der Schriftenreihe „Dialogisches Lernen“ (18 Bände), die der Anwendung von Martin Bubers Dialogphilosophie auf das Sozialwesen gewidmet ist.
Weiterhin gibt sie die Schriftenreihe „Body-Feeling und Body-Bildung“ heraus zur Erforschung ganzheitlicher Erkenntnisprozesse mit Methoden der Phänomenologie. Im ersten Band „Phänomenologische Praxisentwicklungsforschung“ geht es um die Vermittlung Interkultureller Kompetenzen sowie um das Erlernen von Intersubjektivität.
In „Das Zwischen!?“ beschreibt Muth das Phänomen des „Zwischen“ aus den Perspektiven der Dialog-Phänomenologie sowie ihre Bedeutung bei Martin Buber, im philosophischen Diskurs und in der gestalttherapeutischen Diskussion. Die Differenz von „zwischen“ und Dialog im Sinne von Buber ermöglicht demnach die Entfaltung singulärer Dialoge.

## Würdigungen
- 1995: Schader-Stiftung, in der Kategorie Realisiertes Praxisprojekt „Interkulturelle Hochschulbildung - Toleranz lernen“[7]
- 2002: Synergiepreis der Fachhochschule Bielefeld zur Förderung der Interdisziplinarität der Lehre im Studienschwerpunkt „Global Social Work - Interkulturelle soziale Arbeit“[8]
- 2004: Synergiepreis der Fachhochschule Bielefeld zur Förderung der Interdisziplinarität der Lehre für das fachbereichsübergreifende Projekt Dialogische Diagnostik[9]

## Publikationen
- Zwischen Gut und Böse. Mit Martin Bubers sechs Schritten nach der chassidischen Lehre das eigene Leben gestalten. ibidem-Verlag, 2001 ISBN 978-3-579-02319-9
- Der Andere ist der Weg. Martin Buber. ibidem-Verlag, Gütersloh 2001, ISBN 978-3-579-06165-8
- Willst du mit mir gehen, Licht und Schatten verstehen? Eine Studie zu Martin Bubers Ich und Du. Dialogisches Lernen 1. ibidem-Verlag, Stuttgart 2005, ISBN 978-3-89821-537-4
- Hilfe, ich bin mobil und heimatlos! Zur Hauslosigkeit postmoderner Menschen. ibidem-Verlag, Stuttgart 2008, ISBN 978-3-89821-880-1
- Erwachsenenbildung als transkulturelle Dialogik. ibidem-Verlag, Schwalbach/Ts. 2011, ISBN 978-3-89974-544-3
- Der Mensch zwischen Gut und Böse. ibidem-Verlag, 2012, ISBN 978-3-8382-0340-9
- Phänomenologische Praxisentwicklungsforschung. Band I, ibidem-Verlag, 2012, ISBN 978-3-8382-0260-0
- Von der interkulturellen Erfahrung zur transkulturellen Begegnung – und zurück. ibidem-Verlag, 2013, ISBN 978-3-8382-0350-8
- Ein Wegweiser zur dialogischen Haltung. ibidem-Verlag, 2015, ISBN 978-3-8382-0520-5
- Profession und Haltung in der Sozialen Arbeit. ibidem-Verlag, 2015, ISBN 978-3-8382-0789-6
- Das Zwischen!? Eine dialog-phänomenologische Perspektive. ibidem-Verlag, Norderstedt 2015, ISBN 978-3-7386-4022-9
- Phänomenologische Praxisentwicklungsforschung Band II. ibidem-Verlag, 2019, ISBN 978-3-8382-1146-6